# Eupteryx adspersa
Eupteryx adspersa är en insektsart som först beskrevs av Herrich-Schäffer 1838.  Eupteryx adspersa ingår i släktet Eupteryx och familjen dvärgstritar. Inga underarter finns listade i Catalogue of Life.